# Paparovke
Paparovke (lat. Piperaceae), biljna porodica iz reda paparolike (Piperales). Sastoji se od pet rodova s preko 3 800 priznatih vrsta. Najvažniji je rod papar, Piper, (1457 vrsta) kojemu pripada i začinska vrsta Piper nigrum čija je domovina Indija.
Paparovke su maleno drveće, grmlje i drvenaste povijuše, višegodišnje ili jednogodišnje. Plodovi su bobice kojima oštar okus daje alkaloid piperin. 

## Opis porodice
Piperaceae, jer porodica papra u redu Piperales, komercijalno važna zbog vrste Piper nigrum, izvora crnog i bijelog papra. Porodica se sastoji od oko 5 rodova, od kojih su dva – Piper (oko 2000 vrsta) i biberovac (Peperomia; oko 1600 vrsta) – najvažniji. Biljke rastu kao zeljasto bilje, loze, grmlje i drveće i široko su rasprostranjene po tropima i suptropima.
Listovi Piperaceae, koji imaju oštar okus, rastu pojedinačno. Brojni cvjetovi, bez čašica i latica, zbijeni su u guste klasove. Vrste su uglavnom grmovi, drvenaste loze i malo drveće. Mnogi se koriste u lijekovima te u hrani i pićima kao začini. Piper nigrum je 9 metara (30 stopa) drvenasta penjačica porijeklom iz južne Indije i Šri Lanke; uzgaja se u većini tropskih regija gdje je vlažnost tla konstantna i gdje su temperature pouzdano visoke. Oporost Pipera pripisuje se havicinu, smoli. Prisutni su i alkaloidi piperin (koji rakiji daje oporost) i piperidin. Eterično ulje destilirano iz zrna papra koristi se za izradu mesnih umaka. P. cubeba, od posebne je važnosti u jugoistočnoj Aziji, izvor je kubeba, koji se koristi u raznim lijekovima i za aromatiziranje cigareta i bitera. Na Istoku, žvakanje listova betel papra, P. betle, s kriškama betel oraha (Areca catechu) i limete, široko se prakticira zbog blagog stimulirajućeg učinka. Ceremonijalno piće na Fidžiju i drugim pacifičkim otocima, poznato kao kava, kawakawa, aiva i yagona, pravi se od korijena vrste P. methysticum; djeluje narkotično i sedativno. Vrste peperomije uglavnom rastu kao niske biljke, iako neke rastu na drveću kao epifiti. Nekoliko vrsta koje rastu u tlu uzgajaju se kao sobne biljke zbog svog atraktivnog lišća. Mladi listovi i stabljike P. vividispica koriste se kao hrana u Srednjoj i Južnoj Americi.

## Rodovi
Familia Piperaceae Giseke (3780 spp.)
1. Subfamilia Verhuellioideae Trel. ex Samain & Wanke
  1. Verhuellia Miq. (3 spp.)
2. Subfamilia Zippelioideae Samain & Wanke
  1. Zippelia Blume (1 sp.)
3. Subfamilia Piperoideae Arn.
  1. Piper L. (2352 spp.)
  2. Manekia Trel. (5 spp.)
  3. Macropiper Miq. (13 spp.)
4. Subfamilia Peperomioideae Miq.
  1. Peperomia Ruiz & Pav. (1406 spp.)